# Убийства в Оксфорде
«Убийства в Оксфорде» (исп. Los crímenes de Oxford) — криминальный триллер 2008 года режиссёра Алекса де ла Иглесиа по роману аргентинского писателя Гильермо Мартинеса «Незаметные убийства» (Crímenes imperceptibles).

## Сюжет
Сентябрь 1993 года. Молодой американец Мартин (Элайджа Вуд), студент Оксфордского университета, мечтает о том, чтобы известный преподаватель логики Артур Селдом (Джон Хёрт) стал его научным руководителем. Мартин боготворит Селдома и прочитал о нём всё, что только можно узнать из литературы и прессы.
В Оксфорде Мартин останавливается в доме миссис Иглтон (Анна Мэсси), которая является старым другом Артура Селдома. Кроме них в доме живёт дочь миссис Иглтон Бет (Джули Кокс), музыкант по профессии, выполняющая роль сиделки престарелой матери, и эта роль её сильно тяготит.
В одной из лекций Селдом цитирует трактат Витгенштейна, где автор отрицает возможность абсолютной истины. Надеясь произвести впечатление на своего кумира, Мартин оспаривает это утверждение, утверждая веру в абсолютную истину математики: «Я верю в число π». Селдом высмеивает его аргументы, выставляя его перед аудиторией в глупом виде. Сильно разочарованный, Мартин решает отказаться от научной работы и идет в свой офис, чтобы собрать вещи. Там он встречает своего соседа по кабинету математика Подорова (Бёрн Горман), который также не смог стать студентом Селдома.
Мартин возвращается в свою квартиру и встречает здесь Селдома, который прибыл, чтобы навестить миссис Иглтон. Они входят в дом и обнаруживают, что миссис Иглтон убита. Селдом заявляет прибывшей полиции, что получил записку с адресом миссис Иглтон и надписью «первая в очереди». Селдом утверждает, что убийство совершено серийным убийцей, который своими действиями бросает вызов его интеллекту. Селдом говорит Мартину, что идеальное преступление не то, которое осталось нераскрытым, а то, которое раскрыто неправильно, и виновным объявляется невиновный человек.
Во время разговора Мартин узнаёт, что миссис Иглтон уже находилась на терминальной стадии рака и, не совершись убийство, всё равно вскоре бы умерла. Он предполагает, что убийца пытается совершать «незаметные убийства», выбирая жертв, обречённых на смерть неизлечимой болезнью, таким образом уменьшая шансы на то, что полиция усомнится в неестественности смерти.
Мартин едет в больницу, где работает его подруга Лорна (Леонор Уотлинг). Там он встречает религиозного фанатика (Доминик Пиньон), дочь которого остро нуждается в пересадке легкого. Тут же Мартин натыкается на Селдома, который посетил бывшего студента, сошедшего с ума и страдающего от тяжёлого заболевания костей. Вскоре после этого сосед студента умирает от смертельной инъекции, а власти получают записку с символом, состоящим из двух пересекающихся дуг.
Отношение Мартина и Лорны становится напряженным, так как мысли Мартина всё больше занимают теории Селдома и совершившиеся убийства. Кроме того, Мартин узнаёт, что в прошлом Селдом и Лорна были любовниками. Вечером, во время концерта в честь Ночи Гая Фокса, Мартин замечает Подорова, который ведёт себя подозрительно. Мартин заявляет в полицию, однако выясняется, что Подоров лишь собирался повесить на крыше школы растяжку с надписью неприличного содержания. Пока присутствующие отвлечены этими событиями, один из музыкантов погибает от удушья. На его пюпитре обнаруживается рисунок треугольника.
Селдом рассказывает Мартину историю о человеке, жившем в XIX веке, который описал в своём дневнике множество способов убить свою жену. Когда жена обнаружила дневник, она в страхе убила мужа ножницами и была оправдана в суде как действовавшая в порядке самообороны. Десятилетия спустя было обнаружено, что дневник подделан любовником женщины. Рассказав эту историю, Селдом повторяет уже сказанную ранее фразу — идеальное преступление не то, которое осталось нераскрытым, а то, которое раскрыто неправильно.
В математической среде университета распространяются сведения, что один из местных математиков доказал теорему Ферма. Группа математиков, в том числе Селдом и Мартин садятся в автобус, чтобы отправиться на конференцию, однако Мартин в последний момент выбегает из автобуса, увидев идущую по улице Лорну. Мартин и Лорна мирятся и решают провести отпуск вдали от Оксфорда, математики и Селдома. После бурного секса с Лорной на Мартина находит озарение: последовательность символов, которую убийца оставляет на местах преступлений, — это пифагорейские символы, следующим, четвёртым, символом будет тетраксис, состоящий из десяти точек. Полиция считает, что убийца одержим болезненной страстью к Селдому и попытается его убить, взорвав автобус. Мартин приходит к выводу, что убийцей является человек, которого он встретил в больнице и который работает водителем автобуса в школе для умственно отсталых детей. Он взрывает автобус, убив всех находившихся внутри детей, чтобы обеспечить дочь органами для трансплантации. Полиция предполагает, что сам шофёр избежал смерти и совершает другие убийства, чтобы отвести подозрения с себя на неизвестного маньяка.
В конце фильма Лорна и Мартин готовятся к отъезду из Оксфорда. Неожиданно Мартин понимает, что Селдом лгал ему всё это время. Как и предполагала сначала полиция, старуху убила Бет, не желая дальше выполнять роль сиделки. В панике она звонит Селдому, который приезжает, чтобы скрыть следы убийства, однако этому плану помешал Мартин. Тогда Селдом на ходу изобретает историю о серийном убийце, попутно обставляя её характерными атрибутами таких историй — таинственными символами и загадочными письмами. Далее Селдом, пользуясь трагическими обстоятельствами, начинает выстраивать видимость последовательности убийств. Человек в больнице умер от естественных причин, однако Селдом делает укол в вену иголкой от шприца, создавая впечатление умышленного отравления неизвестным веществом. Смерть музыканта на концерте также была случайной.
Когда Мартин выкладывает всё это Селдому, тот признаётся, что лгал, однако в своё оправдание говорит, что ни одно из его действий не привело к гибели человека. На что Мартин возражает, что сочинённая Селдомом история серийного убийцы вдохновила водителя автобуса списать взрыв на дело рук маньяка. В ответ Селдом говорит, что все действия имеют непредсказуемые последствия, например, на убийство матери Бет подтолкнул мимолётный флирт Мартина.

## В ролях
- Элайджа Вуд — Мартин
- Джон Хёрт — Артур Селдом
- Леонор Уотлинг — Лорна
- Джули Кокс — Бет
- Берн Горман — Подоров
- Анна Мэсси — миссис Иглтон
- Джим Картер — инспектор Петерсен
- Доминик Пинон — водитель автобуса

## Награды
- 2008 — фильм был номинирован на премию Гойя в 6 категориях и получил награду в трех категориях.